# Klämjaure
Klämjaure är en sjö i Arvidsjaurs kommun i Lappland och ingår i Skellefteälvens huvudavrinningsområde. Sjön har en area på 0,0738 kvadratkilometer och ligger 387,2 meter över havet.

## Delavrinningsområde
Klämjaure ingår i det delavrinningsområde (725710-164304) som SMHI kallar för Ovan VDRID = Bastuselskanalen i Skellefteälvens v*. Medelhöjden är 412 meter över havet och ytan är 21,48 kvadratkilometer. Räknas de 388 avrinningsområdena uppströms in blir den ackumulerade arean 6 956,52 kvadratkilometer. Avrinningsområdets utflöde Skellefteälven mynnar i havet. Avrinningsområdet består mestadels av skog (75 procent) och sankmarker (10 procent). Avrinningsområdet har 0,71 kvadratkilometer vattenytor vilket ger det en sjöprocent på 3,3 procent.